# Opération Charly

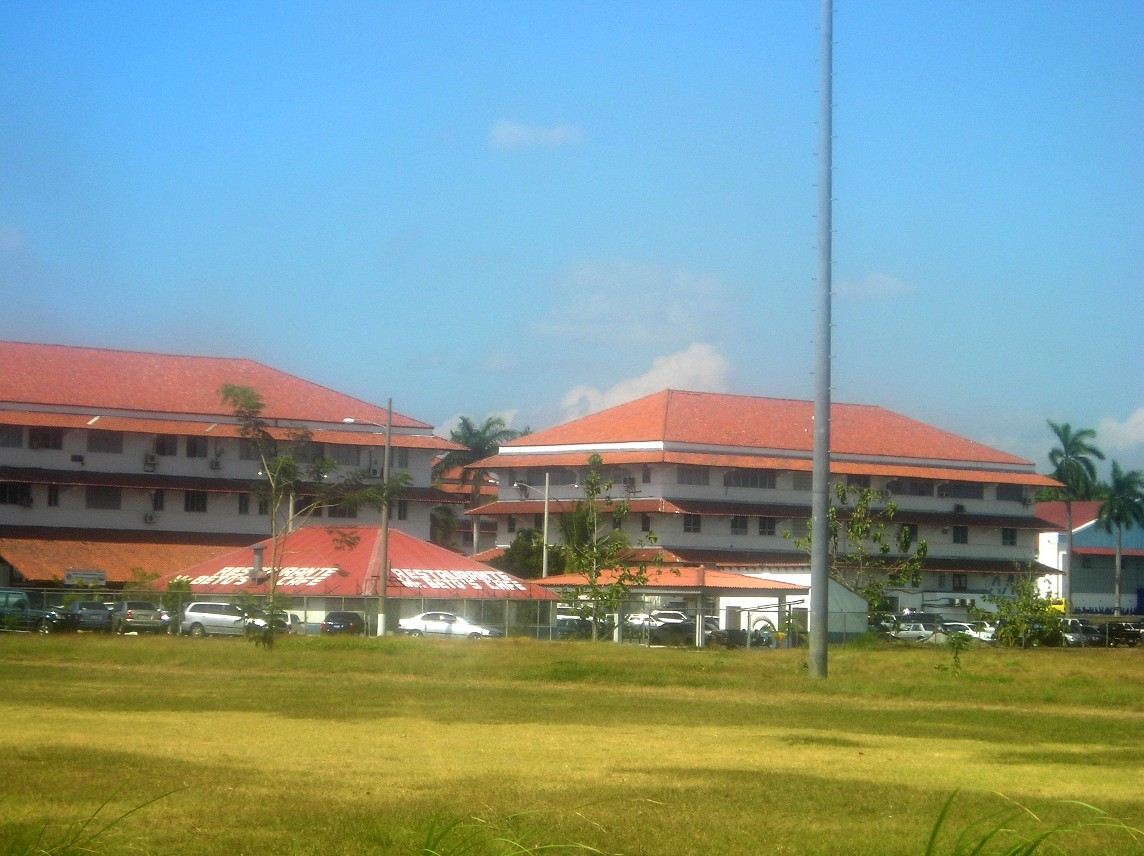
Bâtiments de l'École militaire des Amériques à Panama.

L'opération Charly désigne un programme d'assistance de l'armée argentine, alors dirigée par la junte militaire qui livrait une « sale guerre » contre ses opposants, aux forces armées d'Amérique centrale.

## Histoire
Avec l'élection du démocrate Jimmy Carter en 1977 à la présidence des États-Unis, un coup d'arrêt fut mis aux opérations spéciales de la CIA. Ce sont alors les services secrets argentins, qui avaient déjà participé au plan Condor, qui prirent le relais, en se posant en défenseurs du « monde libre » contre le communisme. De 1977 à 1984, l'armée argentine exporta ainsi les méthodes de contre-insurrection (torture, disparitions forcées, etc.) dans toute l'Amérique latine. Ainsi, des forces d'unité spéciales, telles que le bataillon d'Intelligence 601, dirigé en 1979 par le colonel Jorge Alberto Muzzio, ont entraîné la contre-guérilla des Contras au Nicaragua dans les années 1980, en particulier dans la base de Lepaterique. L'opération Charly était dirigée par le général Carlos Alberto Martínez, à la tête du SIDE (es) et l'homme de Videla dans les services secrets, avec les généraux Viola et Alberto Alfredo Valín|Valín.
Avec les secteurs les plus réactionnaires américains, les généraux argentins ont prétendu que Washington avait abandonné la lutte anti-communiste avec la mise en œuvre par Carter d'une politique plus respectueuse des droits de l'homme. Ils participèrent alors activement aux « sales guerres » au Guatemala, au Honduras (avec l'appui au bataillon 3-16), au Salvador, et au Nicaragua. Les services argentins ont alors créé des services secrets à l'intérieur des services secrets alliés (la même structure a été mise en place par l'OTAN dans le cadre de l'opération Gladio en Europe), afin de transférer les 19 millions de dollars fournis par la CIA.
Les Argentins participèrent ainsi au coup d'État en Bolivie de 1980 de Luis García Meza, avec l'aide de mercenaires tels que le terroriste néo-fasciste italien Stefano Delle Chiaie et Klaus Barbie, le « boucher de Lyon » pendant l'Occupation,. Le trafic de drogues à grande échelle mis en place par Luis García Meza permettait de financer les opérations spéciales des Argentins.
Jimmy Carter autorisa ensuite, fin octobre 1980, la création d'un programme secret de la CIA de soutien à l'opposition des Contras au gouvernement sandiniste, envoyant un million de dollars. La CIA collabora alors avec le Bataillon d'Intelligence 601, qui avait une base en Floride. Au milieu des années 1980, l'ex-vice directeur de la CIA Vernon Walters et le chef des Contras Francisco Aguirre ont rencontré les généraux argentins Viola, Davico et Valin afin de coordonner les actions en Amérique centrale.

## L'arrivée au pouvoir de Reagan et la révolution de palais de Galtieri
Après l'accession de Ronald Reagan à la présidence en janvier 1981, qui nomma Alexander Haig, ex-chef de SACEUR (service européen de l'OTAN) comme secrétaire d'État, Harry Shlaudeman (en) comme ambassadeur à Buenos Aires et John Negroponte au Honduras, l'armée argentine se mit aux ordres de Washington, qui intensifia les actions, notamment au Nicaragua.
En décembre 1981, le général Galtieri écarta ses rivaux Videla et Viola, qui maintenaient des relations correctes avec l'URSS. Quelques jours avant d'assumer le pouvoir, le général Galtieri exposa dans un discours à Miami la volonté inconditionnelle de Buenos Aires de s'aligner sur Washington, en affirmant que « l'Argentine et les États-Unis [allaient] maintenant marcher ensemble dans la guerre idéologique qui commence dans le monde ». Croyant au soutien de Washington, le général Galtieri décida ensuite d'envahir les îles Malouine, possessions britanniques, afin d'unifier le pays déchiré autour du nationalisme. Mais Reagan ne fit rien pour empêcher son allié Margaret Thatcher d'écraser les militaires argentins, aboutissant ainsi à la chute de la junte de Buenos Aires et au début d'une longue transition démocratique.